# Camellia chrysantha
Espèce
Synonymes
- Camellia chrysantha f. longistyla S.L.Mo & Y.C.Zhong[1]
- Camellia chrysantha (Hu) Tuyama[2]
- Camellia chrysantha[3]
- Camellia nitidissima C. W. Chi[2]
- Camellia petelotii var. petelotii (préféré par GRIN)[2]
- Camellia petelotii Camellia chrysantha (Hu) Tuyama (préféré par NCBI)[3]
- Thea petelotii Merr.[2]
- Theopsis chrysantha Hu[2]

Statut de conservation UICN

 VU A1cd : Vulnérable
Camellia chrysantha est une espèce de plantes à fleurs de la famille des Theaceae.

## Liste des variétés
Selon Catalogue of Life (9 avril 2019) :
- variété Camellia petelotii var. microcarpa (S. L. Mo & S. Z. Huang) T. L. Ming & W. J. Zhang

Selon NCBI (9 avril 2019) :
- variété Camellia petelotii var. microcarpa Camellia microcarpa (S.L.Mo & S.Z. Huang) S.L.Mo

Selon Tropicos (9 avril 2019) (Attention liste brute contenant possiblement des synonymes) :
- variété Camellia chrysantha var. macrophylla S.L. Mo & S.Z. Huang
- variété Camellia chrysantha var. microcarpa S.L. Mo & S.Z. Huang

## Publication originale
- Journal of Japanese Botany 50(10): 299, f. 1. 1975.